# Giro di Vallonia

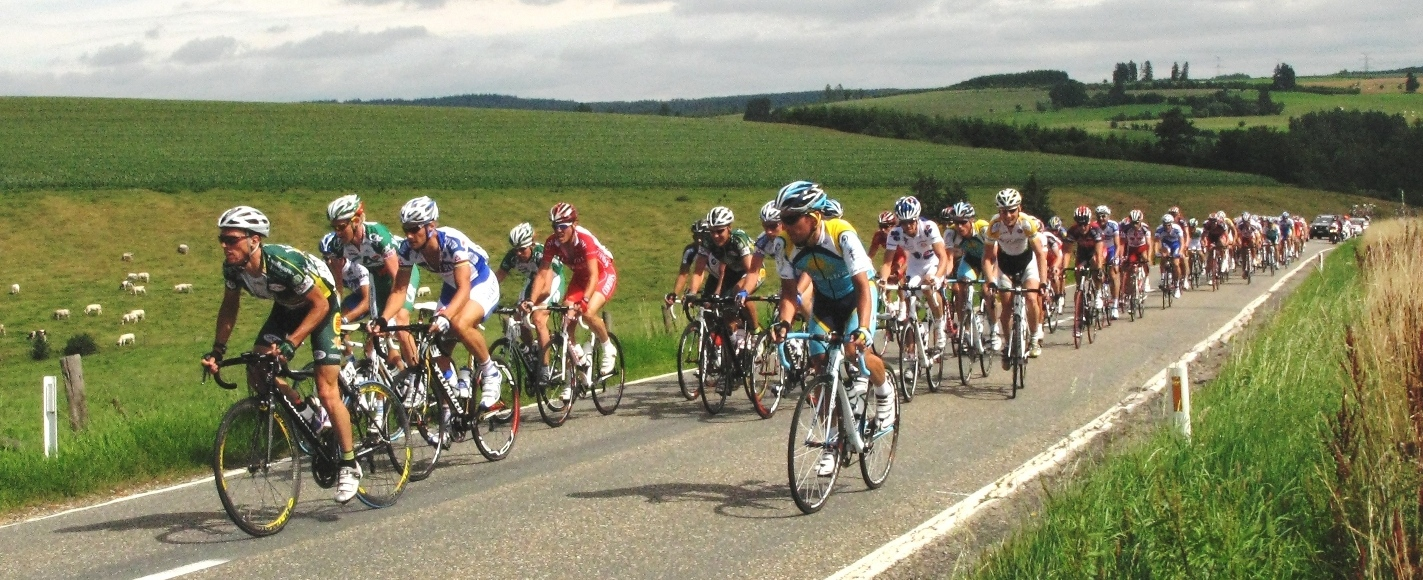
Giro di Vallonia 2008. Tappa 4 con arrivo a Houffalize

Il Giro di Vallonia (fr.: Tour de Wallonie) è una corsa a tappe maschile di ciclismo su strada che si svolge annualmente in Vallonia, Belgio. È inclusa nel calendario dell'UCI ProSeries come prova di classe 2.Pro.

## Storia
La corsa fu creata nel 1974 da André Losfeld, giornalista belga del Nord-Eclair, e Yves Van Aasche con l'intento di riempire il periodo tra il Tour de France e i campionati del mondo, dando la possibilità ai corridori che partecipavano solo ai criterium prima del Tour di mantenere il ritmo di corsa su gare più lunghe di 90 o 100 km.
Inizialmente denominata Tour du Hainaut Occidental e riservata ai dilettanti, presentava un percorso che si snodava nella regione tra Mouscron, Tournai e Ath. Negli anni cambiò spesso nome, Tour du Hainaut Occidental (1974, dal 1977 al 1979, dal 1982 al 1989), Trois Jours de Péruwelz (1975), Tour du Hainaut (1976, dal 1990 al 1993), Quatre Jours du Hainaut Occidental (1980), poi Tour des Régions Wallonnes nel 1994 e 1995.
Nel 1996 fu aperta ai professionisti e cambiò nome in Tour de la Région Wallonne, per assumere infine dal 2007 il nome attuale, Tour de Wallonie (Giro di Vallonia). Nel 2005 venne inclusa nel calendario UCI Europe Tour come prova di classe 2.HC (Hors Catégorie). Nel 2020 è stata inclusa nel circuito UCI ProSeries, come gara di classe 2.Pro.

## Albo d'oro
Aggiornato all'edizione 2025.
| Anno                               | Vincitore                  | Secondo                    | Terzo                      |
| Tour du Hainaut Occidental         | Tour du Hainaut Occidental | Tour du Hainaut Occidental | Tour du Hainaut Occidental |
| ---------------------------------- | -------------------------- | -------------------------- | -------------------------- |
| 1974                               | Luc Demets                 | Patrick Lefevere           | Martin Balcaen             |
| Trois Jours de Péruwelz            |                            |                            |                            |
| 1975                               | Jean-Luc Vandenbroucke     | Pol Verschuere             | Ferdi Van Den Haute        |
| Tour du Hainaut                    |                            |                            |                            |
| 1976                               | Pierre Leurquin            | Dirk Heirweg               | Bernard Lecocq             |
| Tour du Hainaut Occidental         |                            |                            |                            |
| 1977                               | Alfons De Wolf             | Dirk Wayenberg             | Dirk Heirweg               |
| 1978                               | Jo Maas                    | Hughes Cosaert             | Egbert Koersen             |
| 1979                               | Ronny Van Holen            | Mieczysław Nowicki         | Rudy Cottignies            |
| Quatre Jours du Hainaut Occidental |                            |                            |                            |
| 1980                               | Gerrit Van Gestel          | Marc Sergeant              | Jos Haex                   |
| 1981                               | Nico Emonds                | Eric Vanderaerden          | Marc Sergeant              |
| Tour du Hainaut Occidental         |                            |                            |                            |
| 1982                               | Eric Vanderaerden          | Viktor Shraner             | Michael Maue               |
| 1983                               | Tadeusz Krawczyk           | Siegurt Muller             | Andrzej Serediuk           |
| 1984                               | Mario Kummer               | Andrzej Serediuk           | Patrick Toelen             |
| 1985                               | Uwe Ampler                 | Peter Harings              | Eddy Schurer               |
| 1986                               | Maurizio Fondriest         | Bruno Bruyere              | Christian Thary            |
| 1987                               | Mario Kummer               | Olaf Ludwig                | Paul Carran                |
| 1988                               | Joost van Adrichem         | Patrick De Wael            | Harry Rozendal             |
| 1989                               | Johan Verstrepen           | Peter Farazijn             | Dominique Chignoli         |
| Tour du Hainaut                    |                            |                            |                            |
| 1990                               | Pascal Chanteur            | Gérard Picard              | Viktor Ržaksinskij         |
| 1991                               | Abraham Olano              | Patrick Evenepoel          | Hervé Boussard             |
| 1992                               | Lars Teutenberg            | Martin Van Steen           | Vladimir Muravskis         |
| 1993                               | Mauro Bettin               | Geert Van Bondt            | Wim Feys                   |
| Tour des Régions Wallonnes         |                            |                            |                            |
| 1994                               | Joona Laukka               | Denis François             | Wim Van De Meulenhof       |
| 1995                               | Paolo Valoti               | Mario Aerts                | Thierry Marichal           |
| Tour de la Région Wallonne         |                            |                            |                            |
| 1996                               | Thomas Fleischer           | Pascal Chanteur            | Maurizio Frizzo            |
| 1997                               | Thierry Marichal           | Nico Mattan                | Rik Verbrugghe             |
| 1998                               | Frank Vandenbroucke        | Thierry Marichal           | Ludo Dierckxsens           |
| 1999                               | Mikael Holst Kyneb         | Marc Streel                | Andrei Tchmil              |
| 2000                               | Axel Merckx                | Björn Leukemans            | Vincent Cali               |
| 2001                               | Glenn D'Hollander          | Bert Roesems               | David Millar               |
| 2002                               | Paolo Bettini              | Luca Paolini               | Daniele Nardello           |
| 2003                               | Julian Dean                | Michele Bartoli            | Yaroslav Popovych          |
| 2004                               | Gerben Löwik               | Bert De Waele              | Christophe Agnolutto       |
| 2005                               | Luca Celli                 | Olivier Kaisen             | Guido Trentin              |
| 2006                               | Fabrizio Guidi             | Nico Sijmens               | Kurt-Asle Arvesen          |
| Giro di Vallonia                   |                            |                            |                            |
| 2007                               | Borut Božič                | Frédéric Gabriel           | Pietro Caucchioli          |
| 2008                               | Sergej Ivanov              | Greg Van Avermaet          | Paolo Bettini              |
| 2009                               | Julien El Fares            | Pavel Brutt                | Aleksandr Kolobnev         |
| 2010                               | Russell Downing            | Marco Marcato              | Laurent Mangel             |
| 2011                               | Greg Van Avermaet          | Joost van Leijen           | Ben Hermans                |
| 2012                               | Giacomo Nizzolo            | Gianni Meersman            | Pim Ligthart               |
| 2013                               | Greg Van Avermaet          | Anthony Geslin             | Aleksandr Kolobnev         |
| 2014                               | Gianni Meersman            | Juan José Lobato           | Silvan Dillier             |
| 2015                               | Niki Terpstra              | Victor Campenaerts         | Sergej Lagutin             |
| 2016                               | Dries Devenyns             | Gianni Meersman            | Vjačeslav Kuznecov         |
| 2017                               | Dylan Teuns                | Tosh Van Der Sande         | Benjamin Thomas            |
| 2018                               | Tim Wellens                | Quinten Hermans            | Pieter Serry               |
| 2019                               | Loïc Vliegen               | Tosh Van Der Sande         | Dries de Bondt             |
| 2020                               | Arnaud Démare              | Greg Van Avermaet          | Amaury Capiot              |
| 2021                               | Quinn Simmons              | Stan Dewulf                | Alexis Renard              |
| 2022                               | Robert Stannard            | Loïc Vliegen               | Mattias Skjelmose          |
| 2023                               | Filippo Ganna              | Joshua Tarling             | Brent Van Moer             |
| 2024                               | Matteo Trentin             | Corbin Strong              | Alex Kirsch                |
| 2025                               | Corbin Strong              | Mathias Vacek              | Oliver Knight              |

### Vittorie per nazione
Aggiornato all'edizione 2025.
| Pos. | Nazione       | Vittorie |
| ---- | ------------- | -------- |
| 1    | Belgio        | 20       |
| 2    | Italia        | 9        |
| 3    | Germania      | 5        |
| 4    | Paesi Bassi   | 4        |
| 5    | Francia       | 3        |
| 6    | Nuova Zelanda | 2        |
| 7    | Polonia       | 1        |
| 7    | Spagna        | 1        |
| 7    | Finlandia     | 1        |
| 7    | Danimarca     | 1        |
| 7    | Slovenia      | 1        |
| 7    | Russia        | 1        |
| 7    | Gran Bretagna | 1        |
| 7    | Stati Uniti   | 1        |
| 7    | Australia     | 1        |